# 云南军都督府
云南军都督府是1915年护国战争爆发后云南省成立的军政合一的政权。

## 沿革
民国四年（1915年）12月25日，唐继尧取消了开武将军巡按使署，改用辛亥革命时云南省的大中华国云南军都督府使用的“军都督府”旧称，并组织了护国军三个军、挺进军一个军。

## 组成
以下列出军都督府成立时的主要组成人员：
- 军都督：唐继尧
- 参议：任可澄
- 秘书厅长：由雲龍
- 参谋厅长：张子贞（后由庾恩旸兼）
- 军政厅长：庾恩旸
- 民政厅长：陈廷策
- 护国军第一军
  - 总司令：蔡锷
  - 第一梯团梯团长：刘雲峰
  - 第二梯团梯团长：赵又新
  - 第三梯团梯团长：顾品珍
  - 第四梯团梯团长：戴戡
- 护国军第二军
  - 总司令：李烈钧
  - 第一梯团梯团长：张开儒
  - 第二梯团梯团长：方声涛
  - 第三梯团梯团长：何国钧
- 护国军第三军
  - 总司令：唐继尧
  - 第一梯团梯团长：赵钟奇
  - 第二梯团梯团长：韩凤楼
  - 第三梯团梯团长：刘祖武
  - 第四梯团梯团长：庾恩旸
  - 第五梯团梯团长：叶荃
- 挺进军司令：黄毓成
  - 第一纵队司令：杨杰
  - 第二纵队司令：叶成林